# أل هوبكينز
أل هوبكينز (بالإنجليزية: Al Hopkins)‏ هو موسيقي وعازف بيانو أمريكي، ولد في 5 يونيو 1889 في مقاطعة واتوغا في الولايات المتحدة، وتوفي في 21 أكتوبر 1932 في وينشستر في الولايات المتحدة.